# Антиох I Сотер
Антио́х I Сотер (др.-греч. Ἀντίοχος Α' Σωτήρ; ок. 324 до н. э. — 261 до н. э.) — царь государства Селевкидов в 281 — 261 до н. э.

## Ранние годы
Отец Антиоха Селевк I Никатор служил начальником конницы в армии Александра «Великого», после смерти которого получил в управление часть империи. Матерью Антиоха была согдийская принцесса Апама. Селевк и Апама вступили в брак в 324 году до н. э. в Сузах, во время организованной Александром Великим грандиозной свадьбы, целью которой было сочетать своих военачальников с девушками из знатных персидских семей. Исходя из этого события, можно считать, что Антиох родился между 324 и 323 годом до н. э.
В 301 году до н. э. Антиох вместе со своим отцом участвовал в битве при Ипсе, победа в которой обеспечила Селевку власть над азиатской частью державы Александра. Ещё при жизни отца, в 294 году, Антиох женился на своей мачехе, Стратонике. Селевк уступил ему молодую жену, узнав от придворного врача Эразистрата, что причина тяжёлой болезни сына кроется в безнадёжной любви. После свадьбы Селевк наделил Антиоха титулом царя и отправил управлять «Верхней Азией» (территорией к востоку от Евфрата).

## Внешняя политика

### Войны за наследие Лисимаха
После смерти Селевка в 281 до н. э. царём государства Селевкидов стал наследовавший ему Антиох I, как и его отец, претендовавший на бывшие владения Лисимаха. В Греции и Малой Азии Антиох безуспешно вёл войны против убийцы отца Птолемея Керавна. В 280 до н. э. Антиох заключил мир с Птолемеем и начал войну с коалицией греческих городов Северной Эгеиды — Гераклеей, Византием, Киером, Тиосом, — которая была возглавлена царем Вифинии Никомедом. Брат Никомеда, мятежник Зипет, в борьбе за престол своей страны опирался на Антиоха I. Флоты Антиоха и Никомеда встретились в море, в течение некоторого времени простояли друг против друга, но разошлись, так и не вступив в сражение. Попытка стратега Патрокла, назначенного Антиохом первым наместником западных частей Малой Азии, присоединить Вифинию окончилась полным провалом. Войско Патрокла было разбито, а сам он погиб в бою.
Летом 279 г. до н. э. против Антиоха выступил царь Македонии Антигон II Гонат, оспаривавший у него господство над бывшими владениями Лисимаха. В связи с расширением театра военных действий Антиох предпринял какие-то шаги по созданию для себя опоры в Греции и Македонии: мы слышим о его «щедром подарке» — острова Лемноса — Афинам, о союзке с тираном Кассандрейским — Аполлодором. После более или менее продолжительных военных действий в Малой Азии, — о которых не известно ничего, кроме того, что противники имели громадные войска и сражались долгое время, — Антигон с Антиохом заключили мир. Жигунин датирует этот мир первой половиной 277 г. до н. э.
Жигунин предполагает, что по мирному договору за Антигоном было признано право на Македонию, а Антиох, вероятно, приобрел свободу действий в Малой Азии. Некоторая малая часть Фракии, включая сюда Лисимахию, досталась Антигону. Для закрепления мира с Антигоном Антиох отдал ему в жены свою сестру Филу.

### Битва слонов
Ещё в 278 г. до н. э. отряды галатов под руководством племенного вождя Леоннория переправились на малоазийское побережье в качестве союзников Никомеда I Вифинского. Они двинулись вглубь полуострова, разоряя и грабя всё на своем пути. Столкновение галатов с Антиохом I произошло около 275 г. до н. э. Точное место битвы неизвестно.
Согласно описанию битвы у Лукиана, у галатов была многочисленная пехота, 20 000 конницы и 240 колесниц. Войско же Антиоха, малочисленное, набранное наспех, никак не могло сравниться с войском варваров. По совету родосца Теодота Антиох ввёл в бой слонов в разгар битвы. Одним своим видом слоны настолько устрашили галатов, что те в беспорядке бежали. Колесницы и конница варваров были опрокинуты на их собственную пехоту. Тогда войска Антиоха перешли в наступление и одержали полную победу. Битва прославила Антиоха на всю Азию; за ним с этого времени закрепилось почётное прозвище «Сотер» (др.-греч. Σωτήρ — «спаситель»).
Однако несмотря на поражение, галаты смогли закрепиться в центральной части Малой Азии к северу от Фригии. Эта область получила название Галатия.

### Кампания в Сирии
Приблизительно в это же время правитель Кирены Магас женился на сестре Антиоха Апаме и убедил его начать войну с египетским царем Птолемеем Филадельфом.
Павсаний сообщает о борьбе Антиоха с Птолемеем лишь следующее: «Когда Антиох стал уже снаряжать поход, Птолемей отправил ко всем народам, над которыми властвовал Антиох, своих людей, чтобы они как грабители прошли через земли более слабых, тех же, которые были более сильными, он хотел задержать военными действиями, чтобы тем помешать походу против Египта».
В «Вавилонской клинописной хронике» под 36 годом Селевкидской эры (275/4 год до н. э.) сообщается: «В этом году царь оставил свой двор, свою жену и сына в Сардах (Sapardu), чтобы обеспечить прочную защиту. Он явился в провинцию Эбирнари (Сирия) и пошел против египетской армии, которая стояла лагерем в Эбирнари. Египетская армия спаслась бегством от него (?). В месяце адар 24 числа правитель Аккада отправил в Эбирнари к царю много серебра, тканей, мебели и машин из Вавилонии и Селевкии, царского города, и 20 слонов, которых правитель Бактрии послал к царю. В этом месяце мобилизовал главнокомандующий войска царя, которые были размещены в Аккаде, и пошел к царю в месяце нисан на помощь в Эбирнари…». Успехи Антиоха I в Сирии, возможно, не ограничивались описанной в хронике операцией. Возможно в это же время Антиох отнял у египтян Дамаск.
Война закончилась в 273, либо в 272 г. до н. э. (по другим данным в 271 до н. э.). Трудно оценить и общие итоги войны. Весьма вероятные успехи Селевкидов в Сирии перекрываются возможными неудачами в Малой Азии.

### Международная обстановка в 260х годах до н. э.
Уже со времени Первой Сирийской войны правитель Пергама Филетер начал сближение с Птолемеем II. Попытка Антиоха удержать Филетера родственными обязательствами со своим домом ни к чему не привела. К середине 60х годов упрочилось положение Вифинии, что также создавало опасность малоазиатским владениям Селевкидов. В это же время на востоке государства произошла смута при участии старшего сына Антиоха — Селевка, бывшего соправителем отца с 280 г. до н. э. После её подавления царю пришлось казнить своего наследника (около 266 г. до н. э.).

### Поражение и смерть
Начавшаяся в Греции Хремонидова война, в которой участвовали Македония и Египет, позволила Антиоху вступить в войну с царём Пергама Эвменом I, о которой упоминает Страбон. Однако около 261 году до н. э. в битве при Сардах войско Антиоха было разбито, а сам он вскоре погиб. Вероятно, воспользовавшись поражением Антиоха у Сард, египтяне захватили несколько городов в Ионии.
После смерти Антиоха I Сотера наследником престола стал его сын Антиох II.

## Внутренняя политика
Ведущиеся с начала правления Антиоха I длительные войны за обладание Малой Азией уже к середине 270-х гг. до н. э. вызвали острый недостаток финансовых средств, что толкнуло царя на введение чрезвычайных налогов в Вавилонии и отнятие земель у жителей Вавилона, Кутаха, Борсиппы, а также на продажу царской земли, в частности малоазиатскому полису Питане. По-видимому, к этому же времени приходится относить и введение чрезвычайного налога с населения малоазиатских сатрапий, взимавшегося с целью получения средств на борьбу с набегами галатов.
По его приказу вавилонский историк Берос написал на греческом труд «Вавилонская (халдейская) история» (Вавилоника — Babyloniaka, Халдика — Chaldaika) в 3 томах.

### Дела в восточных провинциях
В период наместничества Антиоха была предпринята военно-морская экспедиция Патрокла на Эритрейском море. Будучи соправителем отца, Антиох I восстановил разрушенную греческую колонию в оазисе Марта. Вновь основанный город получил название Антиохии Маргианы. Одновременно с этим был укреплен и весь оазис. Однако Антиох I придерживался оборонительных действий и не предпринимал никаких попыток к нападению на независимые восточные страны, такие как Хорезмское государство, Мидия Атропатена и армянское царство Оронтидов (Ервандуни). Со своим восточным соседом-правителем государства Маурья в Индии — Биндусарой, преемником Чандрагупты, Антиох I поддерживал мирные отношения. Известно, что он направлял к Биндусаре посольство во главе с Деймахом.
Вследствие постоянных войн на западной границе державы во время царствования Антиоха I восточным провинциям не уделялось должного внимания.